# كال هاو
كال هاو (بالإنجليزية: Cal Howe)‏ هو لاعب كرة قاعدة أمريكي، ولد في 27 نوفمبر 1924 في روك فولز في الولايات المتحدة، وتوفي في 5 مايو 2008 في غراند رابيدز في الولايات المتحدة.